# Македа, Федерико
Федери́ко Маке́да (итал. Federico Macheda; род. 22 августа 1991, Рим) — итальянский футболист, нападающий.

## Клубная карьера
Федерико является воспитанником итальянского «Лацио». В возрасте 16 лет Македа покинул свой родной клуб и перебрался в английский «Манчестер Юнайтед». Произошло это во многом благодаря итальянским законам, запрещающим молодым игрокам, не достигшим совершеннолетия, подписывать профессиональные контракты. 16 сентября 2007 года, сразу после переезда семьи Федерико в Англию, он официально вошёл в систему «Юнайтед», начав трёхлетнее обучение в клубной академии.

### «Манчестер Юнайтед»

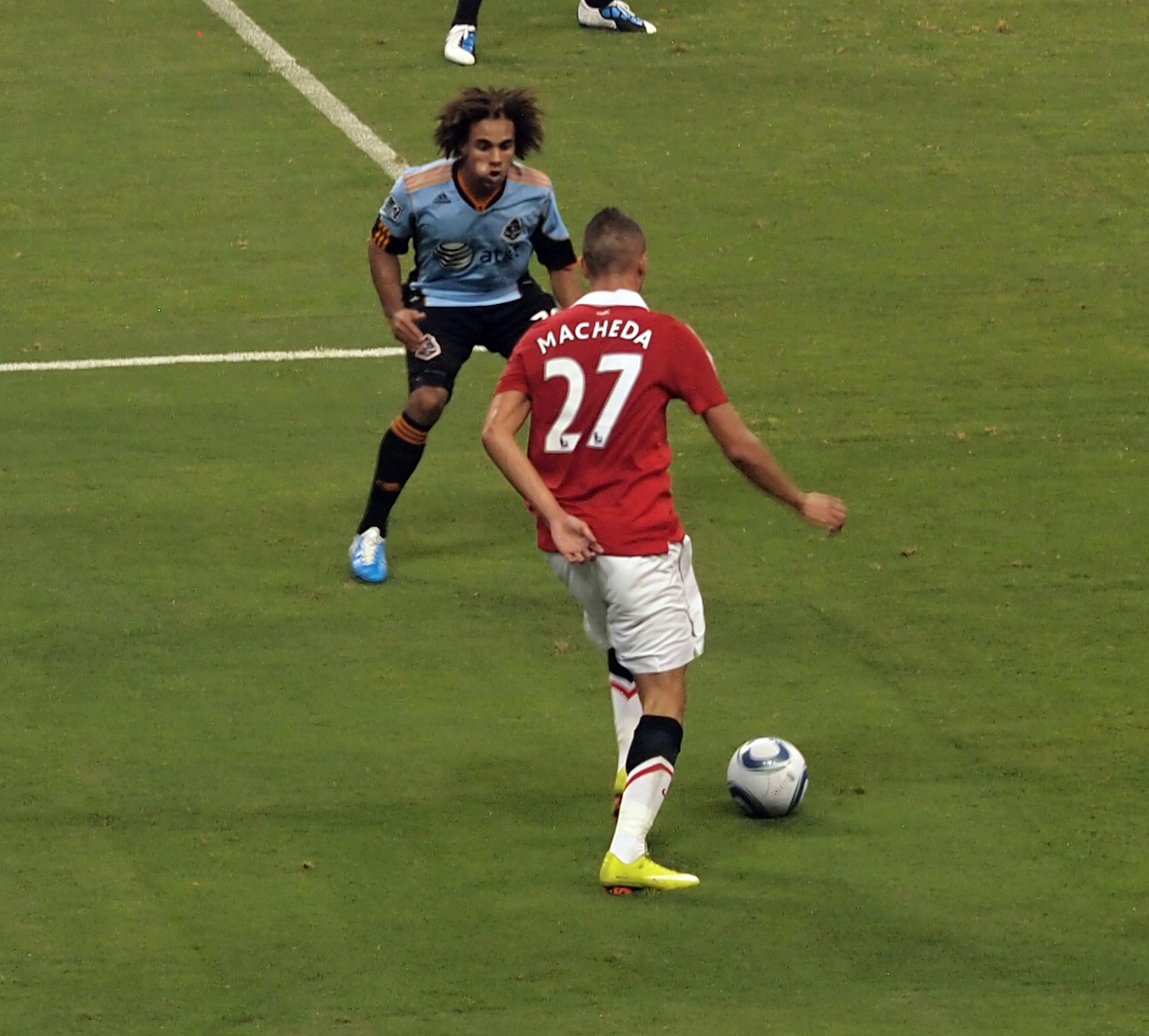
Македа против Кевина Элстона

Воспитанник римского «Лацио» приехал в «Манчестер Юнайтед» в сентябре 2007 года. Мощный, нацеленный на ворота форвард рассматривался у себя на родине как один из самых талантливых игроков своего поколения. После переезда в Англию Кико стал быстро прогрессировать. Начинал он в юношеской команде Пола Макгиннеса, а затем стал стабильным игроком резервного состава команды под руководством Уле Гуннара Сульшера. 17 сентября Федерико дебютировал в молодёжном составе «Юнайтед», забив единственный гол команды в ворота «Барнсли». В дебютном сезоне Македа записал на свой счёт 12 мячей в 21 проведённом матче. 26 февраля 2008 года Кико дебютировал в составе резервистов «Юнайтед», заменив на 68-й минуте Херарда Пике в проигранном со счётом 0:2 матче «Ливерпулю». 12 мая Македа стал обладателем Большого кубка Манчестера, так и не появившись на поле в финале, в котором его команда обыграла «Болтон» со счётом 2:0.
В день своего 17-летия Федерико подписал свой первый профессиональный контракт с «Манчестер Юнайтед». В том сезоне Македа продолжал выступать за молодёжный состав «Манчестер Юнайтед», изредка появляясь на поле в составе резервистов. Тем не менее, ближе к концу сезона Кико удался впечатляющий спурт, когда он забил 8 мячей в 8 матчах, включая его хет-трик в матче с «Ньюкаслом» 30 мая 2009 года, который завершился вничью со счётом 3:3. Благодаря этому достижению он был вызван в основной состав «Юнайтед» на матч Премьер-лиги против «Астон Виллы» 5 апреля. В том матче «красным дьяволам» для продолжения борьбы за чемпионский титул необходимо было побеждать, однако к 60-й минуте они проигрывали со счётом 1:2. Главный тренер команды сэр Алекс Фергюсон принял решение выпустить на поле молодого итальянца в качестве замены крайнему полузащитнику Нани. На 80-й минуте Криштиану Роналду сравнял счёт, а в добавленное время Македа, обыграв в штрафной защитника, сумел поразить ворота «Виллы» точным ударом, принеся победу «Манчестер Юнайтед» со счётом 3:2.

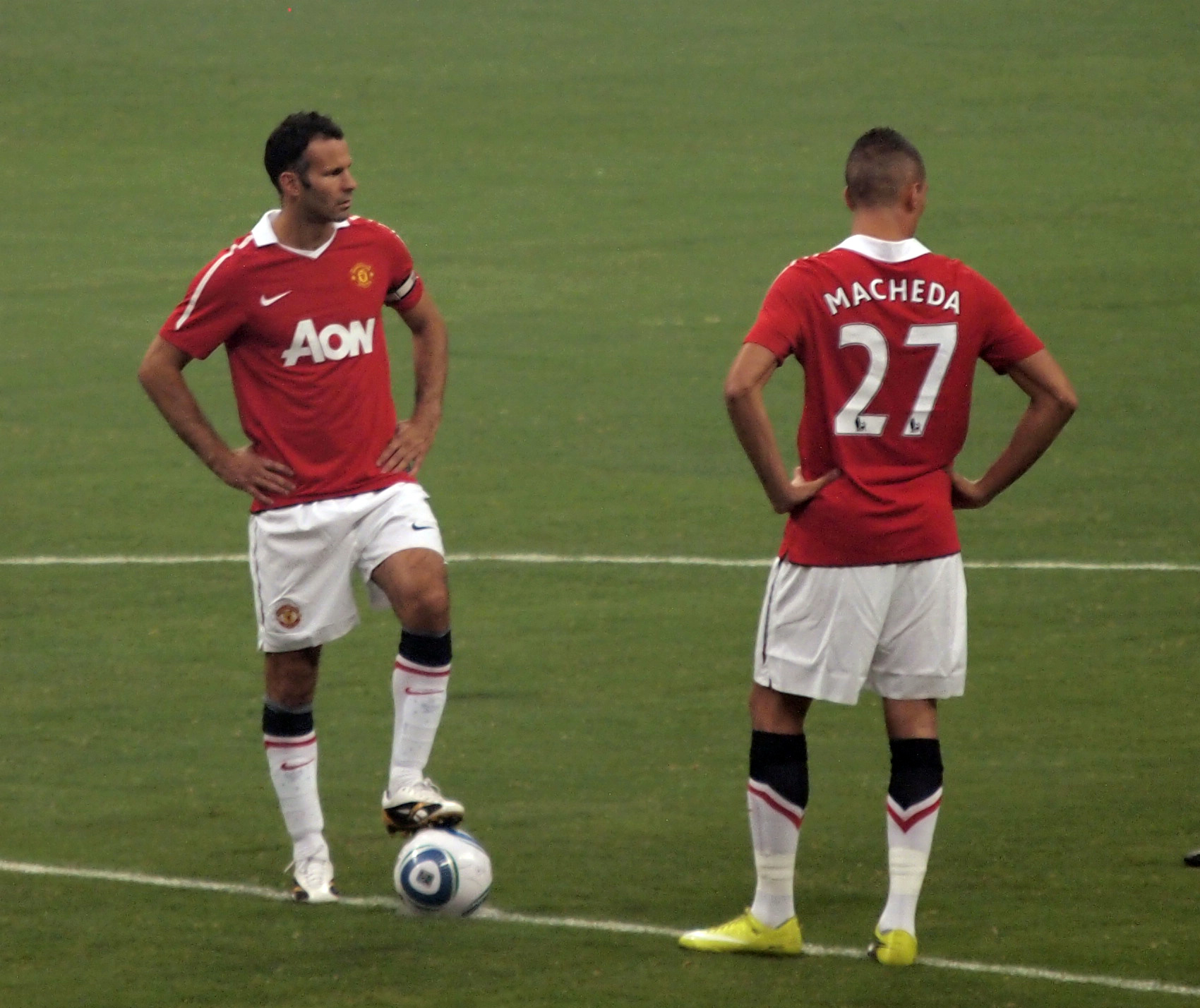
Македа и Райан Гиггз

В следующих двух матчах Македа вновь оказывался на скамейке запасных «Юнайтед». В матче против «Порту» в четвертьфинале лиги чемпионов Кико так и не появился на поле, а в своём втором матче за клуб нападающий вновь отметился победным голом. 11 апреля «Манчестер Юнайтед» играл на выезде против «Сандерленда». Македа вышел на замену вместо Димитра Бербатова на 75-й минуте при счёте 1:1 и уже через 46 секунд забил гол, удачно направив мяч в ворота Крейга Гордона после дальнего удара Майкла Каррика. Благодаря тому, что Алекс Фергюсон принял решение дать своим лидерам отдых в полуфинале Кубка Англии против «Эвертона», Македа получил шанс впервые в своей карьере выйти на поле в стартовом составе «Юнайтед». Тем не менее, Кико в том матче не смог отличиться, и был заменён на Димитра Бербатова перед началом дополнительного времени. Впервые Федерико вышел на поле в стартовом составе «МЮ» в матче Премьер-лиги 2 мая в игре против «Мидлсбро», которая завершилась со счётом 2:0 в пользу «дьяволов». В том матче Кико поучаствовал в комбинации, приведшей к голу Пака, и был заменён 10 минут спустя после начала второго тайма. По окончании сезона Македа был награждён призом «лучшему молодому футболисту года» имени Джимми Мерфи.
Сезон 2009/10 начался для Македы с игр в четвёртом и третьем раундах Кубка лиги против «Вулверхэмптона» и «Барнсли» соответственно. 3 ноября Кико дебютировал в Лиге чемпионов в матче против московского ЦСКА. 25 ноября Македа вновь вышел на поле в проигранном со счётом 0:1 матче с «Бешикташем». В том матче Кико мог спасти команду на последних минутах игры, однако не смог реализовать свой момент. 1 декабря Федерико вышел на замену вместо Димитра Бербатова в матче 5-го раунда Кубка лиги, а уже на следующий день подписал новый четырёхлетний контракт с клубом, по условиям которого он должен был остаться в клубе до июня 2014 года.

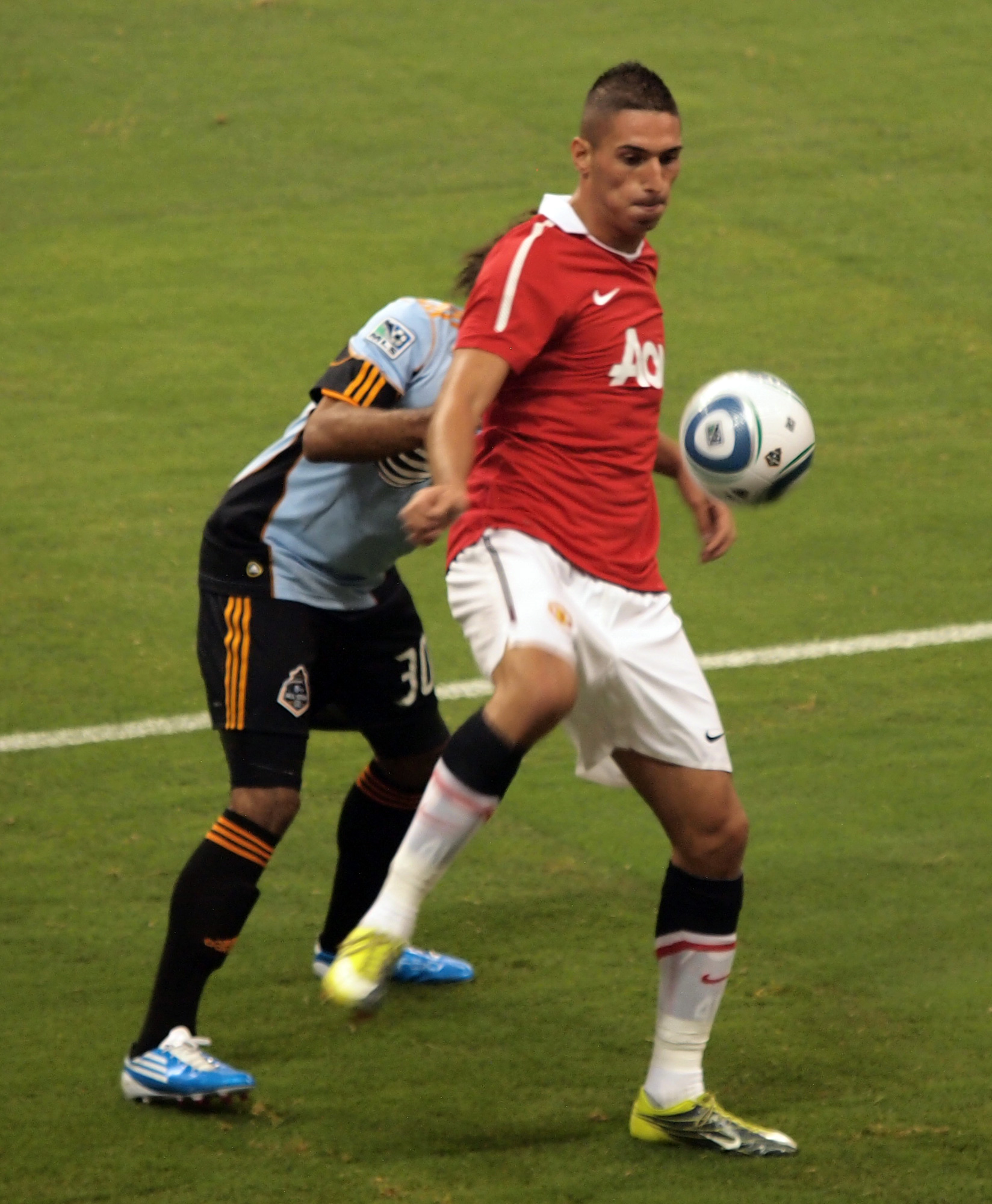
Македа летом 2010 года

После подписания нового контракта Федерико получил травму, которая не позволила ему играть до 21 января 2010 года, когда он вышел на поле в матче резервистов против «Сандерленда». Однако, вскоре после этого Македа получил ещё одну травму, из-за которой он не смог принять участие в победном финале Кубка лиги против «Астон Виллы». Впервые в сезоне он вышел на поле в матче Премьер-лиги 27 марта, заменив на 84-й минуте Райана Гиггза в игре против «Болтона», который завершился разгромной победой «Юнайтед» со счётом 4:0. После того, как Уэйн Руни в матче Лиги чемпионов против «Баварии» получил травму связок голеностопа, 3 апреля Федерико был вызван в основной состав на важнейший матч сезона против «Челси». Македа вышел на поле вместо Пола Скоулза на 72-й минуте. К тому времени «Челси» был впереди со счётом 1:0. На 81-й минуте, 2 минуты спустя второго гола «синих», Кико забил единственный гол «Манчестер Юнайтед» в том матче, который к тому же вызвал многочисленные споры, так как многим показалось, что в том моменте Македа подыграл себе рукой.
28 июля Федерико дважды отметился в первом матче летнего турне «Манчестер Юнайтед» по Северной Америке против команды всех звёзд MLS. Первый мяч он забил спустя лишь 21 секунду после начала матча, использовав неудачную откидку мяча защитником вратарю. Второй был забит головой после углового, исполненного Нани. 13 ноября Македа забил свой первый мяч в сезоне, открыв счёт голам «Юнайтед» в ничейном выездном матче против «Астон Виллы», который завершился со счётом 2:2.

### Дальнейшая карьера
3 января 2011 года Македа был отдан в аренду до конца сезона итальянской «Сампдории». Несмотря на нежелание Алекса Фергюсона отпускать Федерико за пределы Англии, сам игрок попросил тренера отправить его на родину, выбрав клуб из Генуи, несмотря на интерес к нему со стороны «Лацио». 9 января 2011 года дебютировал в серии А в домашнем матче против «Ромы» (на 76-й минуте сменил Николу Поцци).
2 января 2012 года Федерико был отдан в аренду клубу «Куинз Парк Рейнджерс» до конца сезона. В тот же день дебютировал за лондонский клуб в домашнем матче Премьер-лиги против «Норвич Сити», заменив на 80-й минуте Хейдара Хельгюсона.
28 марта получил травму и вернулся в «Манчестер Юнайтед» для лечения.
24 января 2013 года был отдан в аренду до конца сезона в немецкий «Штутгарт».
По окончании сезона 2013/14 покинул «Манчестер Юнайтед» в качестве свободного агента и перешёл в «Кардифф Сити».
В начале сентября 2018 года на правах свободного агента подписал трёхлетний контракт с греческим «Панатинаикосом».
Он начал сезон 2019/20 с гола в выездной игре против «Ламии», а неделю спустя забил ещё один в ворота ОФИ. 1 марта 2020 года он сделал дубль в матче против «Волосу» , повторив личный рекорд по голам за один сезон, забив 13 голов во всех соревнованиях. 7 июня 2020 года Федерико забил после точного паса Доминика Надя в матче против АЕК Афины в плей-офф Суперлиги 2019/20 после 80-дневного перерыва из-за пандемии COVID-19. 27 августа Македа продлил контракт до лета 2023 года.
Летом 2022 года, после четырех лет в Греции, Федерико Македа перешел в турецкий клуб «Анкарагюджю».
В январе 2023 года было объявлено, что остаток сезона футболист проведет в клубе из Кипра «АПОЭЛ».

## Карьера в сборной
Перед чемпионатом Европы среди молодёжных команд 2009 года Македа был назван среди 40 футболистов, вызванных для подготовки к турниру. Тем не менее, Кико не сумел попасть в итоговый состав.
12 августа 2009 года Федерико дебютировал в составе молодёжной сборной в товарищеском матче против сборной России. 17 ноября 2010 года Македа открыл счёт своим голам за сборную, отправив оба мяча своей команды в ворота сборной Турции в матче, который завершился со счётом 2:1.

## Достижения
Командные достижения
 Манчестер Юнайтед
- Чемпион Премьер-лиги: 2008/09
- Итого: 1 трофей

Личные достижения
- Награда Джимми Мерфи лучшему молодому игроку года в «Манчестер Юнайтед»: 2009

## Статистика выступлений
(откорректировано по состоянию на 12 ноября 2020 года)
| Клуб                          | Сезон            | Лига | Лига | Кубки | Кубки | Еврокубки | Еврокубки | Прочие | Прочие | Итого | Итого |
| Клуб                          | Сезон            | Игры | Голы | Игры  | Голы  | Игры      | Голы      | Игры   | Голы   | Игры  | Голы  |
| ----------------------------- | ---------------- | ---- | ---- | ----- | ----- | --------- | --------- | ------ | ------ | ----- | ----- |
| Манчестер Юнайтед             | 2008/09          | 4    | 2    | 1     | 0     | 0         | 0         | 0      | 0      | 5     | 2     |
| Манчестер Юнайтед             | 2009/10          | 5    | 1    | 3     | 0     | 2         | 0         | 0      | 0      | 10    | 1     |
| Манчестер Юнайтед             | 2010/11          | 7    | 1    | 3     | 0     | 2         | 0         | 0      | 0      | 12    | 1     |
| Манчестер Юнайтед             | 2011/12          | 3    | 0    | 2     | 1     | 1         | 0         | 0      | 0      | 6     | 1     |
| Манчестер Юнайтед             | 2012/13          | 0    | 0    | 1     | 0     | 2         | 0         | 0      | 0      | 3     | 0     |
| Манчестер Юнайтед             | Итого            | 19   | 4    | 10    | 1     | 7         | 0         | 0      | 0      | 36    | 5     |
| Сампдория (аренда)            | 2010/11          | 14   | 0    | 2     | 1     | 0         | 0         | 0      | 0      | 16    | 1     |
| Сампдория (аренда)            | Итого            | 14   | 0    | 2     | 1     | 0         | 0         | 0      | 0      | 16    | 1     |
| Куинз Парк Рейнджерс (аренда) | 2011/12          | 3    | 0    | 3     | 0     | 0         | 0         | 0      | 0      | 6     | 0     |
| Куинз Парк Рейнджерс (аренда) | Итого            | 3    | 0    | 3     | 0     | 0         | 0         | 0      | 0      | 6     | 0     |
| Штутгарт (аренда)             | 2012/13          | 14   | 0    | 1     | 0     | 3         | 0         | 0      | 0      | 18    | 0     |
| Штутгарт (аренда)             | Итого            | 14   | 0    | 1     | 0     | 3         | 0         | 0      | 0      | 18    | 0     |
| Донкастер Роверс (аренда)     | 2013/14          | 15   | 3    | 0     | 0     | -         | -         | 0      | 0      | 15    | 3     |
| Донкастер Роверс (аренда)     | Итого            | 15   | 3    | 0     | 0     | 0         | 0         | 0      | 0      | 15    | 3     |
| Бирмингем Сити (аренда)       | 2013/14          | 18   | 10   | 0     | 0     | -         | -         | 0      | 0      | 18    | 10    |
| Бирмингем Сити (аренда)       | Итого            | 18   | 10   | 0     | 0     | 0         | 0         | 0      | 0      | 18    | 10    |
| Кардифф Сити                  | 2014/15          | 21   | 6    | 4     | 2     | -         | -         | 0      | 0      | 25    | 8     |
| Кардифф Сити                  | 2015/16          | 6    | 0    | 2     | 0     | 0         | 0         | 0      | 0      | 8     | 0     |
| Кардифф Сити                  | Итого            | 27   | 6    | 6     | 2     | 0         | 0         | 0      | 0      | 33    | 8     |
| Ноттингем Форест (аренда)     | 2015/16          | 3    | 0    | 0     | 0     | -         | -         | 0      | 0      | 3     | 0     |
| Ноттингем Форест (аренда)     | Итого            | 3    | 0    | 0     | 0     | 0         | 0         | 0      | 0      | 3     | 0     |
| Новара                        | 2016/17          | 21   | 7    | 0     | 0     | -         | -         | 0      | 0      | 21    | 7     |
| Новара                        | 2017/18          | 30   | 3    | 1     | 1     | 0         | 0         | 0      | 0      | 31    | 4     |
| Новара                        | Итого            | 51   | 10   | 1     | 1     | 0         | 0         | 0      | 0      | 52    | 11    |
| Панатинаикос                  | 2018/19          | 26   | 10   | 2     | 1     | -         | -         | 0      | 0      | 28    | 11    |
| Панатинаикос                  | 2019/20          | 33   | 14   | 4     | 1     | 0         | 0         | 0      | 0      | 37    | 15    |
| Панатинаикос                  | 2020/21          | 8    | 2    | 0     | 0     | 0         | 0         | 0      | 0      | 8     | 2     |
| Панатинаикос                  | Итого            | 67   | 26   | 6     | 2     | 0         | 0         | 0      | 0      | 73    | 32    |
| Всего за карьеру              | Всего за карьеру | 231  | 59   | 29    | 7     | 10        | 0         | 0      | 0      | 270   | 66    |

## Личная жизнь
Македа жил в Манчестере на Уэшуэй Роуд. Рано утром 12 июля 2009 года его дом был ограблен. Злоумышленники похитили деньги и драгоценности, а друг Федерико во время происшествия получил лёгкую травму головы.